# 克勒克陨石坑
克勒克陨石坑（Clerke）是位于月球正面澄海东部的一座小撞击坑，其名称取自英国女天文学家阿格尼丝·玛丽·克勒克（1842年-1907年），1973年被国际天文学联合会批准接受。

## 描述

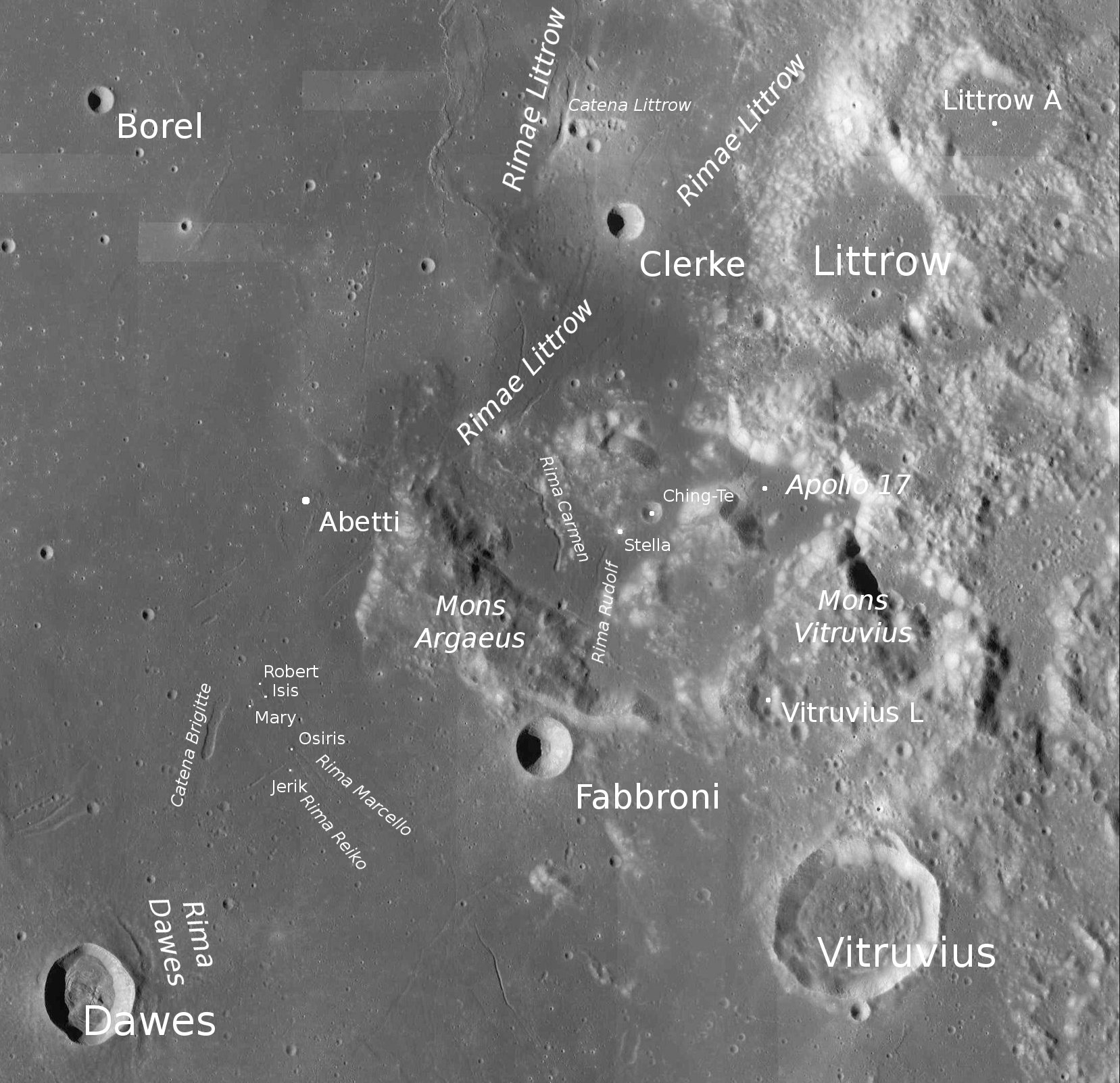
克勒克陨石坑的周边，月球勘测轨道飞行器拍摄。

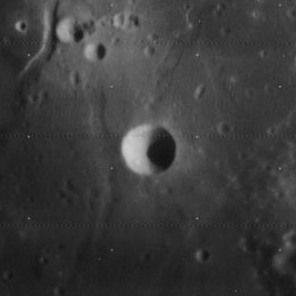
月球轨道器4号拍摄的图像

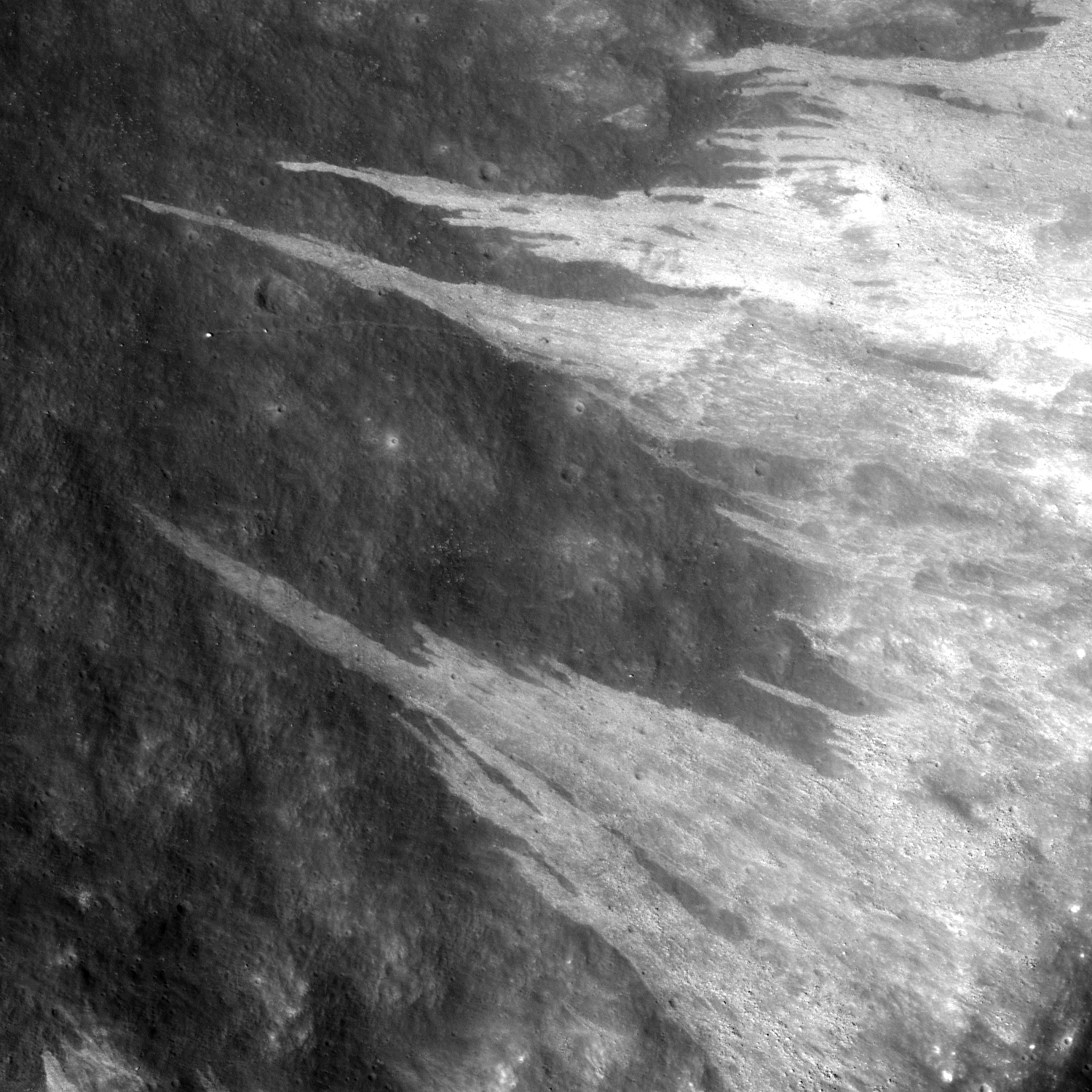
陨坑内侧坡上的碎岩堆，月球勘测轨道飞行器拍摄，图像宽度2公里。

该陨坑西侧毗邻较小的博雷尔陨石坑、北面靠近残缺的勒莫尼耶环形山，已磨损的利特罗陨石坑位于它的东面、南面和西南分别分布了更小的景德陨石坑和阿贝提陨石坑。克勒克石坑四周环绕着蜿蜒交错的利特罗月溪、西北偏北绵延着狭长的阿尔德罗万迪山脊，利特罗链坑和爱湾分别位于它的北面和东侧、东南偏南矗立着高约2300米的维特鲁威山，而它的南面则分布有卡门月溪和阿尔加山、西侧坐落了利斯特山脊和斯米尔诺夫山脊。该陨坑中心月面坐标为21°42′N 29°48′E / 21.7°N 29.8°E，直径6.66公里，深约1.124公里。
克勒克陨石坑是一座圆杯状的撞击坑，几乎未受侵蚀磨损，坑壁边沿峻峭、内侧壁平整。坑壁最大高出周边地形250米，内部容积约11.82立方千米。坑底反照率相对较高-年轻撞击坑的典型特征。其形态特征隶属于ALC 型（以该类陨石坑的典型代表—卫星坑巴塔尼 C所命名）
克勒克陨石坑已被月球及行星观测者协会（ALPO）列入《内侧壁坡带有深色辐射纹的撞击坑列表》。
在1973年被国际天文学联合会正式命名前，该陨坑曾被称作卫星坑“利特罗 B”（即“卫星坑标记法”：以所靠近的主坑名+字母来命名）。

## 太空飞船着陆点
1972年12月19日，阿波罗17号挑战者号登月舱降落在克勒克陨石坑东南约50公里处，月面坐标点20°11′N 30°46′E / 20.19°N 30.77°E。

## 另请参阅
- Andersson, L. E.; Whitaker, E. A. . NASA RP-1097. 1982.
- Blue, Jennifer. . USGS. July 25, 2007  [2007-08-05]. （原始内容存档于2018-12-25）.
- Bussey, B.; Spudis, P. . New York: Cambridge University Press. 2004. ISBN 978-0-521-81528-4.
- Cocks, Elijah E.; Cocks, Josiah C. . Tudor Publishers. 1995. ISBN 978-0-936389-27-1.
- McDowell, Jonathan. . Jonathan's Space Report. July 15, 2007  [2007-10-24]. （原始内容存档于2018-12-25）.
- Menzel, D. H.; Minnaert, M.; Levin, B.; Dollfus, A.; Bell, B. . Space Science Reviews. 1971, 12 (2): 136–186. Bibcode:1971SSRv...12..136M. doi:10.1007/BF00171763.
- Moore, Patrick. . Sterling Publishing Co. 2001. ISBN 978-0-304-35469-6.
- Price, Fred W. . Cambridge University Press. 1988. ISBN 978-0-521-33500-3.
- Rükl, Antonín. . Kalmbach Books. 1990. ISBN 978-0-913135-17-4.
- Webb, Rev. T. W.  6th revised. Dover. 1962. ISBN 978-0-486-20917-3.
- Whitaker, Ewen A. . Cambridge University Press. 1999. ISBN 978-0-521-62248-6.
- Wlasuk, Peter T. . Springer. 2000. ISBN 978-1-85233-193-1.